# Кадерцоне
Кадерцо́не (итал. Caderzone) — коммуна в Италии, располагается в провинции Тренто области Трентино-Альто-Адидже.
Население составляет 635 человек (2008 г.), плотность населения составляет 35 чел./км². Занимает площадь 18 км². Почтовый индекс — 38080. Телефонный код — 0465.
Покровителями коммуны почитаются священномученик Власий Севастийский, празднование 3 февраля, и святой Иулиан Аназарвский, празднование в последнее воскресение июля.

## Население
Динамика населения:

## Города-побратимы
- Вайсбах-бай-Лофер, Австрия
- Сассофельтрио, Италия

## Администрация коммуны
- Официальный сайт: http://www.caderzone.net/